# Shura Cherkassky

Shura Cherkassky met het Israel Philharmonic Orchestra in Tel Aviv, 1954

Shura Cherkassky (Odessa, 7 oktober 1909 - Londen, 27 december 1995) was een Amerikaanse klassiek pianist van Oekraïense afkomst die te Londen woonde, bekend door zijn briljante en eigenzinnige vertolkingen van het romantisch repertoire. Zijn spel kenmerkte zich door een superieure techniek en een prachtige klank.
Cherkassky's familie vluchtte in 1917 naar de Verenigde Staten om te ontsnappen aan de Russische Revolutie. Hij studeerde het romantische repertoire aan het Curtis Institute of Music onder Józef Hofmann.
Cherkassky gaf tot het eind van zijn leven concerten. Zijn beste opnamen waren van live recitals. Hij ging er prat op, een stuk geen twee keer hetzelfde te spelen. Hij legde zichzelf wel een ijzeren discipline op. Zijn vrouw scheidde van hem met de woorden "Ik dacht met een kunstenaar getrouwd te zijn, niet met een metronoom." Hij zwom regelmatig, om zijn spieren sterk te houden, wat hij belangrijk vond voor een pianist. Hij kleedde zich extravagant en kleurrijk. Hij liep vaak met snelle danspassen het podium op naar zijn piano toe. Na zijn laatste akkoord sprong hij op van zijn piano. Hij heeft uit principe nooit les gegeven. Hij woonde vooral in het White House Hotel te Londen.

## Discografie

### BBC Legends
- Shura Cherkassky: Rachmaninov / Prokofiev (BBCL4092-2)
- Shura Cherkassky: Chopin (BBCL4057-2)
- Shura Cherkassky: Beethoven, Chopin etc. (BBCL 4185-2)
- Shura Cherkassky / Sir Georg Solti: Tchaikovsky / Mussorgsky / Cherkassky (BBCL4160-2)

### Decca
- Kaleidoscope - Piano Encores
- Vol.1:- Schubert, Chopin (433 653-2 DH)
- Vol.2:- 80th Birthday Recital from Carnegie Hall (433 654-2 DH)
- Vol.3:- Encores (433 651-2 DH)
- Vol.4:- Chopin: Sonata No.2 & 3 (433 650-2 DH)
- Vol.5:- Liszt (433 656-2 DH)
- Vol.6:- Schumann (433 652-2 DH)
- Vol.7:- Stravinsky, Scriabin, Ravel, etc. (433 657-2 DH)
- Vol.8:- Rachmaninov, Brahms, etc. (433 655-2 DH)
- Anton Rubinstein : Piano Concerto No.4 in D minor op.70 + Encores (448 063-2 DH)
- Rachmaninov pianoconcert no 3 + 3 preludes, barcarolle en melodie (448401-2)

### Deutsche Grammophon
- Tchaikovsky: Klavierkonzerte Nos.1&2 (457 751-2)
- Liszt: Orchestral Works (453 130-2) (Cherkassky speelt Fantasia on Hungarian Folk tunes, S.123. De rest van de opname is door het Berliner Philharmoniker, gedirigeerd door Herbert von Karajan)

### Ivory Classics
- Shura Cherkassky: The Historic 1940s Recordings (2CD Set) (CD-72003)
- Shura Cherkassky: 1982 San Francisco Recital (CD-70904)

### Nimbus
- Shura Cherkassky (1909-1995): Solo piano van Chopin, Mussorgsky, Berg, Bernstein, Brahms, Schumann, Beethoven, Liszt, Stravinsky, Grieg en Rachmaninov (6CD Set) (NIM 1733)
- Chopin, Liszt: The B minor Sonatas (NIM 7701)
- The Art of the Encore (NIM 7708)
- Shura Cherkassky (1909-1995): Solo piano works by Chopin, Mussorgsky, Berg, Bernstein, Brahms, Schumann, Beethoven, Liszt, Stravinsky, Grieg and Rakhmaninov (7CD Set) (NI 1748)
- Shura Cherkassky in Concert 1984: Shumann, Brahms, Hofmann, Chasins (Vol 1 NIM 5020, Vol 2 NIM 5021)
- Shura Cherkassky Piano: Chopin, Schubert, Schumann, Strauss/Godowsky (NIM 5043)
- Shura Cherkassky Piano: Chopin (NIM 5044)
- Shura Cherkassky Piano: Liszt, Stravinsky: Pétrouchka (NIM 5045)

### Andere
- Duo-Art piano roll #66919, Liebeswalzer Op.57, No.5 Moszkowski (The Aeolian Company)
- The Young Shura Cherkassky (Biddulph)
- Piano Masters:- Vol.17: Shura Cherkassky (Pearl GEM 0138)
- Shura Cherkassky plays Liszt (Testament SBT 1033)
- Shura Cherkassky (2 Volumes) (Philips Great Pianists of the 20th Century series)